# Taxe Lauré
La taxe Lauré est une taxe sur les importations mise en place par un pays développé sur les biens et services en provenance des pays à main-d'œuvre à très bon marché. Son nom vient de Maurice Lauré qui en a eu l'idée.

## Principe
La taxe Lauré est originellement proposée par Maurice Lauré. Il s'en désolidarise par la suite.
La taxe Lauré vise à frapper les marchandises exportées vers l'Europe par des pays où le coût de la main d'œuvre, ou la protection sociale, est très faible. Les sommes collectées par cette taxe seraient créditées au pays exportateur et ne seraient utilisables que pour l’achat de marchandises européennes.
L'inventeur de la taxe, Maurice Lauré, propose « que le produit de ces droits, au lieu de tomber dans le budget général, soit entièrement destiné à subventionner nos exportations, notamment de biens d'équipement, à destination des pays dont nous aurions taxé les importations chez nous ».
D’autres, comme Bernard Cassen, proposent d'« inventer ensemble un protectionnisme altruiste » et d'affecter les recettes de la taxe « à des fins sociales, environnementales et éducatives » dans le pays exportateur.
Et d'autres, comme Jacques Bichot, étendent le principe de la taxe aux médicaments et aux normes environnementales.
Cela suppose, à tort ou à raison, que :
1. ces pays ne peuvent pas ou ne veulent pas taxer eux-mêmes leurs exportations ;
2. alors qu'il serait de leur intérêt de le faire.

## Débats et critiques
La taxe Lauré ne fait pas l'objet d'un consensus. Les hypothèses sur lesquelles elle se base font débat. Les défenseurs de la taxe Lauré considèrent qu'elle aurait la double vertu de permettre une amélioration des conditions de vie dans les pays les moins avancés (PMA) et de diminuer les incitations à la délocalisation. Elle aurait donc pour effet de protéger les conditions de travail dans les pays importateurs comme exportateurs sans nuire au développement des échanges internationaux, rendant simplement ceux-ci plus équitables. Le dumping social deviendrait impossible. Dans certaines variantes, des normes sociales et environnementales y sont intégrées sur le même principe.
Les détracteurs de la taxe, toutefois, la considèrent comme une façon d'organiser du protectionnisme sous couvert de solidarité internationale.